# Ultimate (Prince)
Ultimate è una best of-compilation di due CD del musicista e artista statunitense Prince, pubblicata nel 2006.
Il primo CD contiene tutte tracce già apparse in altri best of dell'artista. Unica eccezione la canzone My Name Is Prince che appare per la prima volta in un greatest hits. Il secondo CD contiene undici tracce, di cui dieci remix e una B-side, molte delle quali erano state pubblicate solo su vinile.

## Tracce

### Disco 1
1. I Wanna Be Your Lover – 2:57 single edit
2. Uptown – 4:09 single edit
3. Controversy – 7:15
4. 1999 – 3:37 single edit
5. Delirious – 2:38 single edit
6. When Doves Cry – 3:47 single edit
7. I Would Die 4 U – 2:56 versione del singolo
8. Purple Rain – 8:40
9. Sign 'O' the Times – 3:42 single edit
10. I Could Never Take the Place of Your Man – 3:39 single edit
11. Alphabet St. – 5:38
12. Diamonds and Pearls – 4:19 single edit
13. Gett Off – 4:31
14. Money Don't Matter 2 Night – 4:47
15. 7 – 5:08
16. Nothing Compares 2 U (Live) – 4:57 versione live
17. My Name Is Prince – 4:03 single edit

### Disco 2
1. Let's Go Crazy (Special Dance Mix) – 7:36
2. Little Red Corvette (Dance Remix) – 8:22
3. Let's Work (Dance Remix) – 8:02
4. Pop Life (Fresh Dance Mix) – 6:18
5. She's Always In My Hair (12" Version) – 6:31
6. Raspberry Beret (12" Version) – 6:34
7. Kiss (Extended Version) – 7:16
8. U Got the Look (Long Look) – 6:40
9. Hot Thing (Extended Remix) – 8:30
10. Thieves in the Temple (Remix) – 8:08
11. Cream (N.P.G. Mix) – 4:50

## Alternate Version
Una versione promo dell'album è stata pubblicata nell'estate 2006. Questa Alternate Version ha una diversa disposizione delle tracce rispetto alla versione ufficiale, e altre non contenute nella precedente.

### Disco 1
1. Purple Medley
2. I Wanna Be Your Lover
3. Uptown
4. Controversy
5. 1999
6. Little Red Corvette (Dance Mix)
7. Let's Go Crazy (Special Dance Mix)
8. Erotic City (12" Version)
9. Purple Rain
10. When Doves Cry
11. I Would Die 4 U
12. Pop Life (12" Fresh Dance Mix)
13. She's Always in My Hair (12" Version)
14. Raspberry Beret (12" Version)

### Disco 2
1. Kiss (Extended Version)
2. Sign 'O' the Times
3. U Got the Look (Long Look)
4. I Could Never Take the Place of Your Man
5. Hot Thing (Extended Remix)
6. Alphabet St.
7. Thieves in the Temple (Remix)
8. Diamonds and Pearls
9. Gett Off
10. Money Don't Matter 2 Night
11. Cream (N.P.G. Mix)
12. 7 (versione acustica)
13. Sexy Mutha
14. Nothing Compares 2 U
15. My Name Is Prince